# Filles de la charité du Très Précieux Sang
Pour les articles homonymes, voir Filles de la Charité.
Les Filles de la charité du Très Précieux Sang (en latin : filiarum a caritate pretiosissimi sanguinis) forment une congrégation religieuse féminine enseignante et hospitalière de droit pontifical.

## Historique
La congrégation est fondée le 6 janvier 1873 à Pagani par le père Thomas-Marie Fusco (1831-1891) pour la prise en charge des filles abandonnées. Elle est reconnue de droit diocésain le 17 juillet 1886 par Mgr del Forno, évêque de Nocera. L'institut obtient du pape Pie X le décret de louange le 17 mai 1911 et il est définitivement approuvé par le Saint-Siège le 5 août 1912.

## Activité et diffusion
Les religieuses se consacrent à l'éducation de la jeunesse, aux soins des malades et des personnes âgées, ainsi que de l'apostolat missionnaire.
Elles sont présentes en Italie, Brésil, États-Unis,  Inde, Nigeria, Philippines.
La maison généralice est à Rome.
En 2017, la congrégation comptait 461 sœurs dans 59 maisons.

## Note et référence

### Note
1. ↑  « Filles » prend une majuscule initiale pour désigner l’ensemble de l'ordre dans la locution « les Filles de la charité… » ; pour désigner une sœur individuellement ou un groupe restreint de sœurs, on écrit « une sœur », « une fille de la charité », « des filles de la charité », etc. Source : Conventions typographiques.